# Sergio Siorpaes
Sergio Emmerico Siorpaes (Cortina d'Ampezzo, 20 luglio 1934) è un ex bobbista italiano, fratello del bobbista Gildo Siorpaes e nipote del famoso alpinista Santo Siorpaes. Ha esercitato a livello agonistico tra la fine degli anni cinquanta e la metà degli anni sessanta, divenendo poi maestro di sci.
Nel 1964, ai IX Giochi olimpici invernali di Innsbruck vinse due medaglie di bronzo, una nel bob a due (con Eugenio Monti) ed una nel bob a quattro (con Eugenio Monti, Benito Rigoni e Gildo Siorpaes).
Siorpaes vinse inoltre sette medaglie ai Campionati mondiali di bob: cinque medaglie d'oro (Bob a due nel 1961, 1963, 1966; Bob a quattro nel 1960, 1961) e due medaglie d'argento (Bob a due nel 1958, 1959). Vinse anche tre ori e due argenti nel campionato italiano.
Ai Campionati mondiali di bob 1967 disputati sulla nuova pista dell'Alpe d'Huez subì un grave infortunio (rottura del braccio) dopo essere stato sbalzato fuori dal bob pilotato da Eugenio Monti.
Sergio si dedicò alla costruzione di bob, brevettando il bob modello Siorpaes.